# Cynisca schaeferi
Espèce
Synonymes
- Chirindia schaeferi Sternfeld, 1912

Statut de conservation UICN

 DD  : Données insuffisantes
Cynisca schaeferi est une espèce d'amphisbènes de la famille des Amphisbaenidae.

## Répartition
Cette espèce est endémique du Cameroun.

## Description
Cette espèce de lézard est apode.

## Publication originale
- Sternfeld, 1912 : Eine neue Scincidengattung aus Südafrika und eine neue Amphisbaenide aus Kamerun. Sitzungsberichte der Gesellschaft Naturforschender Freunde zu Berlin, vol. 1912, p. 248-250 (texte intégral).